# Ягановка (Пензенская область)
Ягановка — село в Вадинском районе Пензенской области России. Административный центр Ягановского сельсовета.

## География
Село находится в северо-западной части Пензенской области, в пределах восточной окраины Окско-Донской низменности, в лесостепной зоне, на левом берегу реки Карги, вблизи места её впадения в реку Вад, на расстоянии примерно 5 километров (по прямой) к востоку-юго-востоку (ESE) от села Вадинска, административного центра района. Абсолютная высота — 176 метров над уровнем моря.
Климат
Климат характеризуется как умеренно континентальный. Средняя температура воздуха самого холодного месяца (января) составляет −11,5 °C (абсолютный минимум — −44 °С); самого тёплого месяца (июля) — 19,5 °C (абсолютный максимум — 38 °С). Продолжительность безморозного периода составляет 133 дня. Годовое количество атмосферных осадков — 467 мм. Снежный покров держится в среднем 141 день.

## История
Основано во второй половине XVII века. В 1720 году село Никольское, Бутурлино тож, было во владении у полковника Петра Ивановича Бутурлина. В 1773 году был построен деревянный храм во имя Николая Чудотворца. В 1782 году село, находилось в собственности у нескольких мелкопоместных уездных дворян. В то время в Никольском имелись: 45 дворов, церковь, мельница и три деревянных господских дома.
В середине XIX века в селе действовала суконная фабрика, а в 1883 году было начато строительство нового каменного храма. По данным на 1894 год работало земское училище.
По состоянию на 1911 год в Ягановке, являвшейся центром Ягановской волости, имелись: два крестьянских общества, 136 дворов, церковь, земская школа, водяная мельница, кузница, три кирпичных сарая и четыре лавки. Население села того периода составляло 886 человек. По данным 1955 года в селе располагалась центральная усадьба колхоза имени Мичурина.

## Население
| 1782 | 1864 | 1877 | 1897 | 1911 | 1926  | 1930  |
| ---- | ---- | ---- | ---- | ---- | ----- | ----- |
| 450  | ↗499 | ↗605 | ↗660 | ↗886 | ↗1012 | ↗1115 |
| 1939 | 1959 | 1970 | 1979 | 1989 | 1996  | 2002  |
| ↘716 | ↘489 | ↘354 | ↘346 | ↗462 | ↘428  | ↘360  |
| 2010 |      |      |      |      |       |       |
| ↘332 |      |      |      |      |       |       |

Половой состав
По данным Всероссийской переписи населения 2010 года в гендерной структуре населения мужчины составляли 48,8 %, женщины — соответственно 51,2 %.
Национальный состав
Согласно результатам переписи 2002 года, в национальной структуре населения русские составляли 97 % из 360 чел.

## Инфраструктура
Действуют средняя школа (филиал СОШ с. Вадинск), фельдшерско-акушерский пункт, дом культуры, библиотека, два магазина и АТС.

## Улицы
Уличная сеть села состоит из девяти улиц.